# Municipio de Boas
El municipio de Boas (en inglés: Boas Township) es un municipio ubicado en el condado de Lawrence en el estado estadounidense de Arkansas. En el año 2010 tenía una población de 2963 habitantes y una densidad poblacional de 35,23 personas por km².

## Geografía
El municipio de Boas se encuentra ubicado en las coordenadas 36°1′52″N 90°58′42″O / 36.03111, -90.97833. Según la Oficina del Censo de los Estados Unidos, el municipio tiene una superficie total de 84.09 km², de la cual 84 km² corresponden a tierra firme y (0.11%) 0.09 km² es agua.

## Demografía
Según el censo de 2010, había 2963 personas residiendo en el municipio de Boas. La densidad de población era de 35,23 hab./km². De los 2963 habitantes, el municipio de Boas estaba compuesto por el 96.29% blancos, el 0.84% eran afroamericanos, el 0.24% eran amerindios, el 0.03% eran asiáticos, el 0.1% eran isleños del Pacífico, el 0.27% eran de otras razas y el 2.23% pertenecían a dos o más razas. Del total de la población el 1.48% eran hispanos o latinos de cualquier raza.